# Stanislav Sajdok starší
Stanislav Sajdok starší (* 15. dubna 1957 Český Těšín) je bývalý československý a český atlet – sprintér.

## Sportovní kariéra
Atletice se začal aktivně věnovat v 15 letech v Šumperku pod vedením Jana Malinkoviče. Po vojně přestoupil do klubu Třineckých železáren (TŽ) k trenéru Bronislavu Labudovi. Od roku 1979 si ho jako nadějného atleta stáhnul do armádního vrcholového střediska Dukly v Praze trenér Juraj Demeč. V roce 1980 byl náhradníkem štafety 4×400 m pro olympijské hry v Moskvě.
Jeho hlavní tratí byl sprint na 200 m. Osobní rekordy si zaběhl v roce 1982 – 200 m (21,00s) a 400 m (46,07s). Se štafetou 4×400 m obsadil na mistrovství Evropy v Athénách v roce 1982 5. místo a na 200 m vypadl v semifinále. V roce 1984 přišel o účast na olympijských hrách v Los Angeles kvůli bojkotu. Od roku 1985 se vrátil do Třince a startoval až do konce sportovní kariéry za klub TŽ.
V roce 1983 se mu se slovenskou atletkou Alenou (roz. Spalovská) narodil syn Stanislav a v roce 1987 dcera Jana. Jako trenér později navázal intimní vztah se svojí svěřenkyní, třineckou výškařkou Dagmar (roz. Krejčířová), se kterou má dceru Báru (* 2001) a syna Jana (* 2007).